# ۱۱۰ دوشیزه
۱۱۰ دوشیزه یک ستاره است که در صورت فلکی دوشیزه قرار دارد.